# Jean Sutter
Jean Sutter (* 23. Oktober 1911 in Algier; † 22. Februar 1998) war ein französischer Psychiater.

## Leben
Sutter war Studienkollege von Maurice Porot. 1937 promovierte er im Bereich der Medizin und wurde ein Jahr später Chef des neuen Spitals in Blida Joinville. Im Jahr 1943 wurde er Chef des Centre de Neuropsychiatrie de la Première Armée; während des Krieges wurde er verwundet.
Dank seinen Artikel über Kriegsgeschädigte gilt er auf diesem Feld immer noch als Experte. 1949 wurde er Professor für Neuropsychiatrie und bildete sich weiter aus in Pädiatrie in Paris und Montpellier. In Algiers organisierte er die assistance à l'enfance inadaptée und studierte mit seinem Kollegen Henri Luccioni das Problem des syndrome de carence d'autorité (1959).
1958 wurde er Professor in Algiers.
1967 gründete er die jounées d'Information Psychiatrique, später die Association Latino Méditerranéenne de Psychiatrie. 1980 ging er in Rente.